# Malacatán
Malacatán é uma cidade da Guatemala do departamento de San Marcos. 